# Athyrium minimum
Athyrium minimum är en majbräkenväxtart som beskrevs av Ren-Chang Ching. Athyrium minimum ingår i släktet Athyrium och familjen Athyriaceae. Inga underarter finns listade.